# USA:s folkräkning 1810
USA:s folkräkning 1810 (engelska: 1810 United States census) var den tredje folkräkningen i USA:s historia. Folkräkningen registrerade 7 239 881 invånare.